# Ignacio Erario
Ignacio Erario (* 19. Januar 1996) ist ein argentinischer Leichtathlet, der sich auf den Langstreckenlauf spezialisiert hat.

## Sportliche Laufbahn
Erste internationale Erfahrungen sammelte Ignacio Erario im Jahr 2022, als er bei den Ibero-Amerikanischen Meisterschaften in La Nucia in 14:09,01 min den siebten Platz im 5000-Meter-Lauf belegte. Anschließend kam er bei den Südamerikaspielen in Asunción über 5000 und 10.000 Meter nicht ins Ziel. Im Jahr darauf gelangte er bei den Südamerikameisterschaften in São Paulo mit 2:23,77 min auf den fünften Platz über 10.000 Meter.
2023 wurde Erario argentinischer Meister im 10.000-Meter-Lauf und im Halbmarathon.

## Persönliche Bestzeiten
- 5000 Meter: 13:50,09 min, 1. April 2022 in Concepción del Uruguay
- 10.000 Meter: 29:12,55 min, 12. Mai 2023 in Concepción del Uruguay
- Halbmarathon: 1:01:58 h, 27. August 2023 in Buenos Aires